# Neodioctria australis
Neodioctria australis là một loài ruồi trong họ Asilidae. Neodioctria australis được Ricardo miêu tả năm 1918. Loài này phân bố ở miền Australasia.